# 蘇利文嶺
84°47′S 177°5′E / 84.783°S 177.083°E
蘇利文嶺（英語：Sullivan Ridge）是南極洲的山嶺，位於杜費克海岸，處於拉姆西冰川以西、穆克冰川以東，全長28公里，該山嶺由美國海軍發現和拍攝照片。